# Партизанская улица (Москва)
Партиза́нская у́лица (название утверждено 11 августа 1962 года) — улица в Москве, на территории района Кунцево Западного административного округа. Нумерация домов начинается от улицы Ивана Франко.

## Расположение
Проходит между улицами Ивана Франко и Академика Павлова. Пересекает Молодогвардейскую и Ярцевскую улицы; справа примыкает Кунцевская улица.

## Происхождение названия
Улица была застроена в составе города Кунцево и тогда называлась улица Зои Космодемьянской в честь партизанки (члена диверсионной группы), погибшей в немецком плену в 1941 году .
После включения в 1960 году города Кунцево в состав Москвы возникла одноимённость с улицей Зои и Александра Космодемьянских на севере Москвы, в связи с чем 11 августа 1962 года улица была переименована в честь советских партизан — участников Великой Отечественной войны.

## Здания и сооружения
По нечётной стороне:
- № 11 — Средняя школа № 749
- № 19 — Кунцевский военкомат
- № 21 — Пенсионный фонд РФ отделение по ЗАО г. Москвы
- № 23 — Дом культуры «Зодчие»
- № 39 — Средняя школа № 389
- № 41 — Кунцевский центр В. И. Дикуля
- № 45 — Средняя школа № 260

По чётной стороне:
- № 18 — АТС 417 в коде 495 ЦУС «Тушинский-3»
- № 30 корп. 2, стр. 1 — Средняя школа № 60 с гимназическими классами им. В. С. Опариной
- № 30 корп. 2, стр. 2 — Средняя школа № 64

## Транспорт

### Ближайшая станция метро
- Молодёжная

### Железнодорожный транспорт
- Платформа «Рабочий Посёлок» Смоленского направления Московской железной дороги — недалеко от начала улицы

### Наземный транспорт
По улице проходят маршруты автобусов:
- № 58 (Метро «Молодёжная» — Улица Косыгина)
- № 73 (Метро «Молодёжная» — Метро «Филёвский парк»)
- № 127 (Рублёво — Полоцкая улица)
- № 757 (Метро «Молодёжная» — Платформа Рабочий Посёлок)
- № 794 (Метро «Молодёжная» — Автоцентр «Кунцево»)
- № 135 (Улица Академика Павлова — Метро «Пионерская»)